# Hormonoterapia nowotworów
Hormonoterapia nowotworów – hormonoterapia jako metoda leczenia nowotworów, w których powstawaniu uczestniczą czynniki hormonalne. Opiera się na zmianie środowiska hormonalnego, co hamuje wzrost nowotworów hormonozależnych.
Stosowana jest przy raku sutka, szyjki macicy, trzonu macicy, gruczołu krokowego, jajnika i tarczycy. Typowe hormonalne leczenie przeciwnowotworowe prowadzi one do zmniejszenia wytwarzania hormonów płciowych lub ograniczenia ich działania na komórki docelowe, wykorzystując jeden z następujących mechanizmów:
- ablacyjny – eliminacja lub ograniczenie działania danego hormonu (np. usunięcie jąder u chorych na raka prostaty czy inhibitory aromatazy u chorych na raka piersi)
- addytywny – znaczne zwiększenie stężenia określonych hormonów (np. glikokortykosteroidy u chorych na nowotwory hematologiczne czy podawanie tyroksyny u chorych po operacyjnym usunięciu raka tarczycy)

Hormonoterapia znalazła największe zastosowanie w leczeniu raka gruczołu krokowego i hormonozależych raków piersi. Przykładowe leki to:
- tamoksyfen
- inhibitory aromatazy (np. anastrozol)
- analogi gonadoliberyny (np. goserelina)
- cyproteron.